# La Norville
La Norville är en kommun i departementet Essonne i regionen Île-de-France i norra Frankrike. Kommunen ligger i kantonen Arpajon som tillhör arrondissementet Palaiseau. År 2022 hade La Norville 4 308 invånare.

## Befolkningsutveckling
Antalet invånare i kommunen La Norville
| Referens: INSEE |